# Bagnes
Bagnes (toponimo francese; in tedesco Bangis, desueto) è un comune svizzero di 8 073 abitanti del Canton Vallese, nel distretto di Entremont.

## Geografia fisica

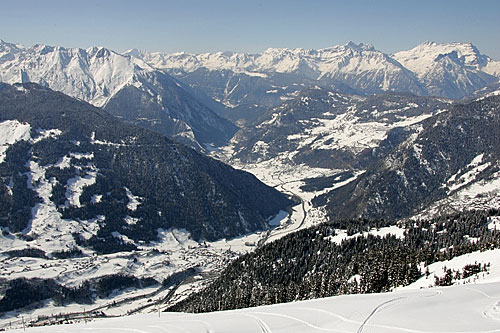
La valle di Bagnes

Il comune occupa tutta la valle omonima; è stato il comune più grande per estensione di tutta la Svizzera fino all'ampliamento del comune di Scuol nel Canton Grigioni (regione Engiadina Bassa/Val Müstair) il 1º gennaio 2015.

## Monumenti e luoghi d'interesse
- Diga di Mauvoisin;
- Diga di Bagnes GD.

## Società

### Evoluzione demografica
L'evoluzione demografica è riportata nella seguente tabella:
Abitanti censiti

## Geografia antropica

### Frazioni

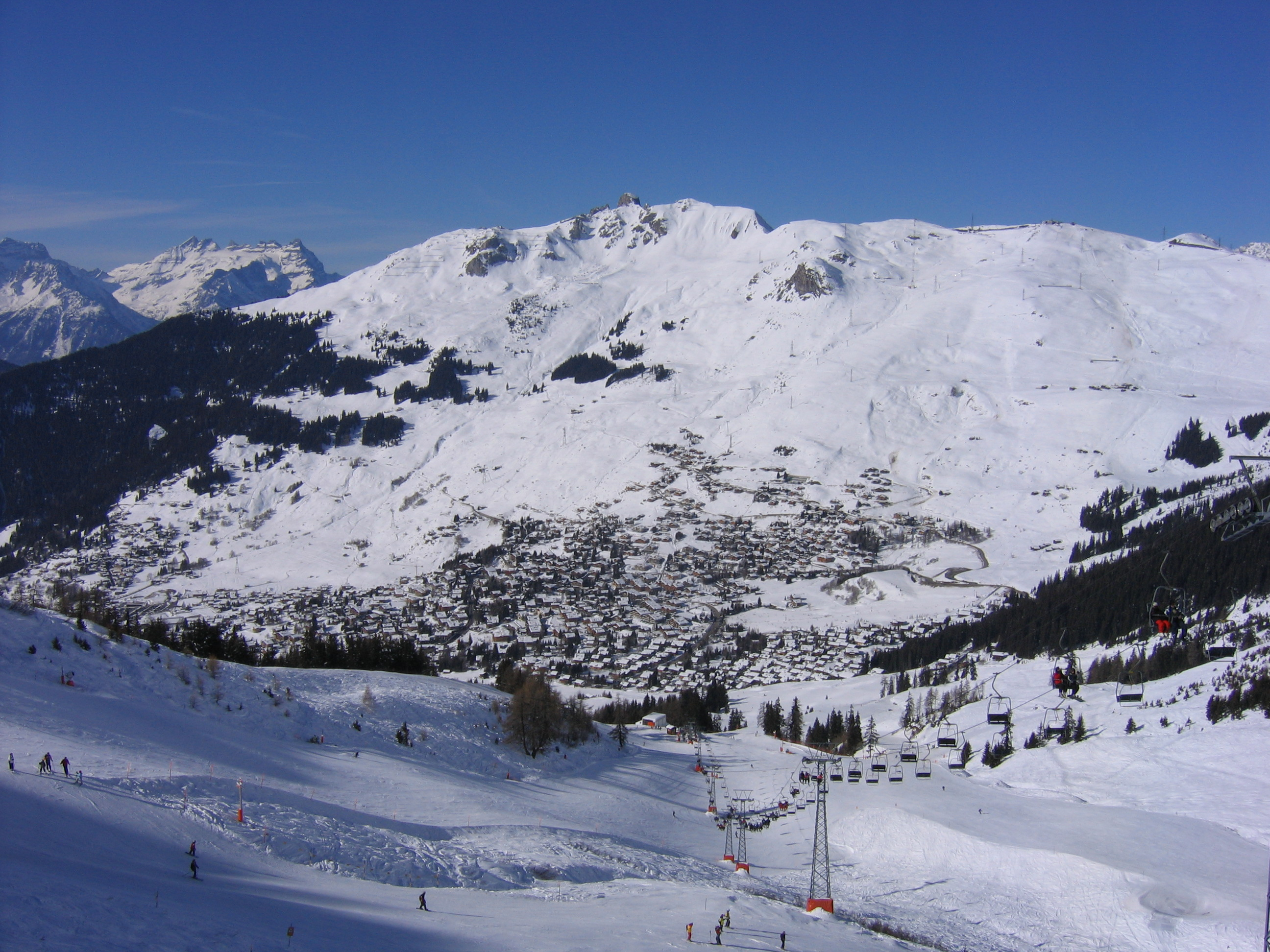
Verbier

- Bruson
- Champsec
- Corberaye
- Le Châble, capoluogo comunale
- Lourtier
- Médières
- Montagnier
- Sarreyer
- Verbier, stazione sciistica
- Vernays
- Versegères
- Villette

## Amministrazione
Ogni famiglia originaria del luogo fa parte del cosiddetto comune patriziale e ha la responsabilità della manutenzione di ogni bene ricadente all'interno dei confini del comune.